# Ahouli
 (mars 2025).

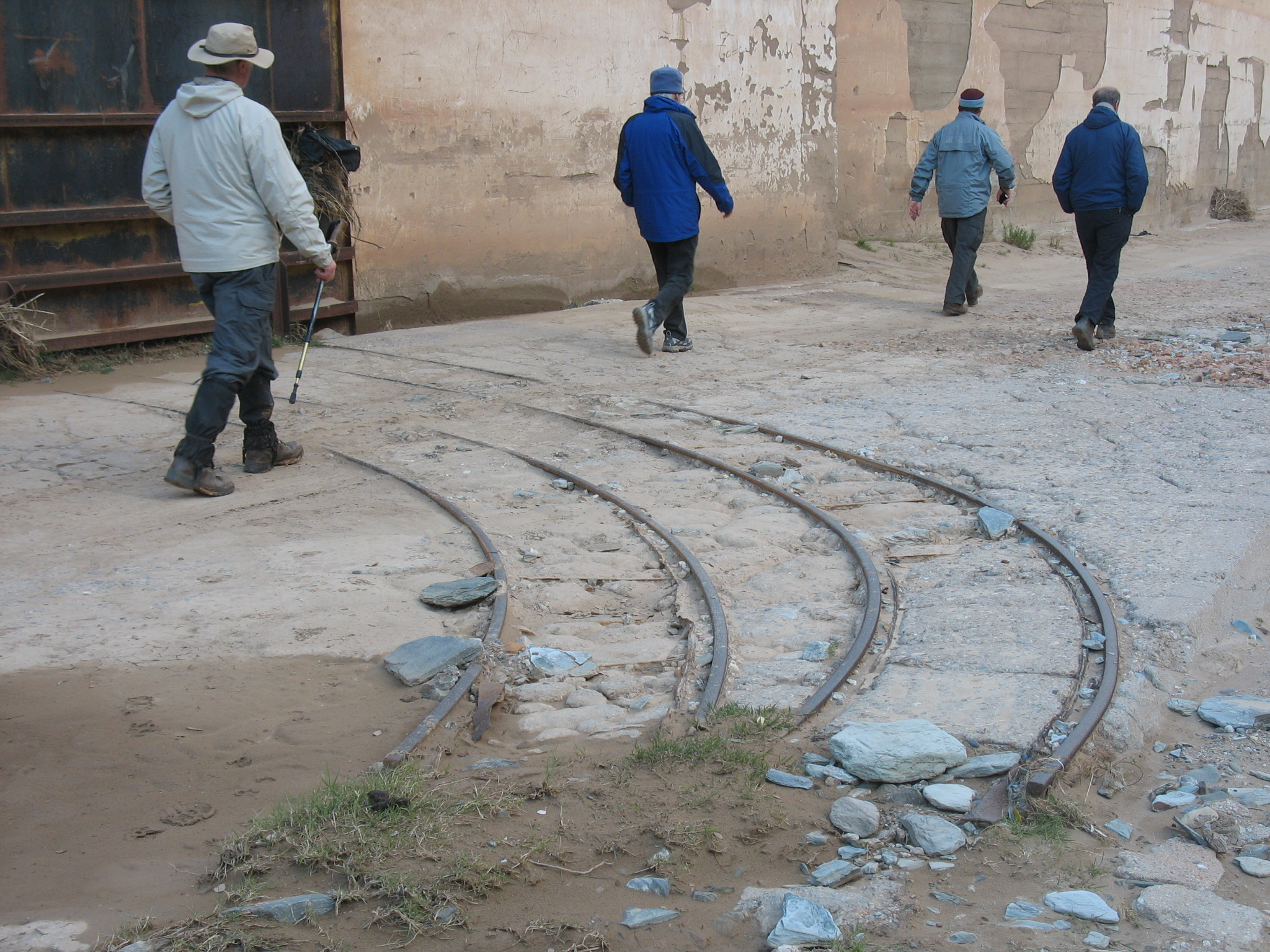
Le village abandonné.

Ahouli (ou Aouli) est un village minier au Maroc. Autrefois l’un des plus importants gisements de plomb du Maroc, les mines voisines d’Ahouli et de Mibladen sont désormais à l’abandon. Le village est situé à 25 kilometres de Midelt. Depuis plus de dix ans, des mineurs clandestins, plus de 45 000 hommes et femmes, en permanence 3 500, s'engouffrent chaque jour dans ses galeries au péril de leur vie[style à revoir].